# Posterula sarsii
Posterula sarsii är en mossdjursart som först beskrevs av Smitt 1868.  Posterula sarsii ingår i släktet Posterula och familjen Umbonulidae. Inga underarter finns listade i Catalogue of Life.